# Sony Music México
Sony Music Entertainment México, S.A. de C.V. es la subsidiaria mexicana de la compañía discográfica estadounidense Sony Music Entertainment con sede en la Ciudad de México.

## Historia

### Orígenes de CBS y RCA en México (1961-80)

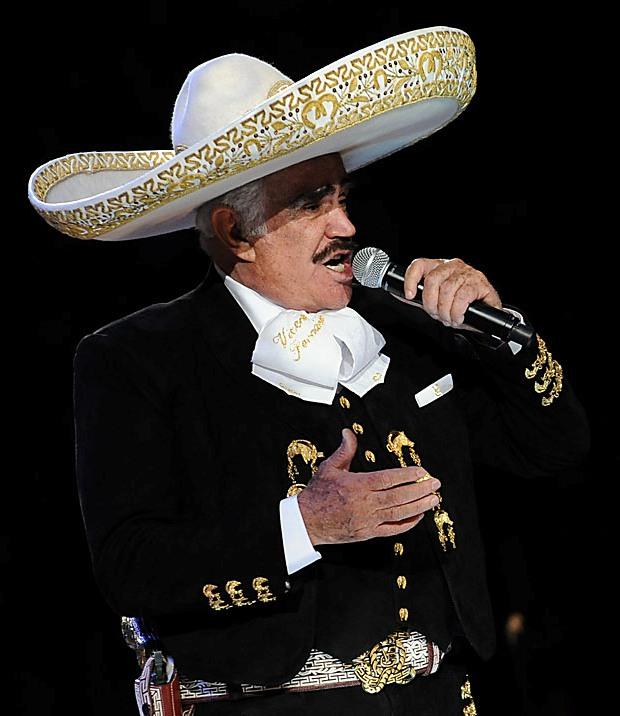
V. Fernandez fue el único artista de los años sesenta que firmó en la época CBS, perdurando en Sony toda su vida hasta su fallecimiento.

Durante inicios de la década de los sesenta, las compañías estadounidenses RCA Victor y CBS Records (hoy RCA y Columbia Records) llegaron a México, CBS fundó Discos CBS de México y RCA creó RCA Victor Mexicana; ambas con el objetivo de fabricar y distribuir los vinilos de sus artistas anglosajones, además de sellar y grabar con artistas mexicanos. Ambas, junto a otras disqueras mexicanas de la época, fueron miembros fundadores de la Asociación Mexicana de Productores de Fonogramas y Videogramas (AMPROFON) en 1963, asociación que certifica discos de oro y platino en México.
La RCA Mexicana tuvo a artistas como Miguel Aceves Mejía, Francisco Avitia, Lola Beltrán, Chela Campos, María Duval, María Félix, Ana María Fernández, Lydia Fernández, Fernando Fernández, Ana María González, Demetrio González, La Consentida, La Panchita, La Prieta Linda, Avelina Landín, María Luisa Landín, Agustín Lara, Verónica Loyo, María de Lourdes, María Enriqueta, Marilú, La Torcacita, Amalia Mendoza, Amparo Montes, Lucha Moreno, Toña la Negra, Jorge Negrete, Lupita Palomera, Elvira Ríos, Rebeca Silva Cosío, Pedro Vargas y María Victoria. Mientras que la CBS Mexicana tuvo a artistas como Francisco Avitia, Dora María, Sonia Furió, La Prieta Linda, María de Lourdes, Luis Pérez Meza, Elvira Quintana, Cuco Sánchez, Irma Serrano, Javier Solís, Nicolás Urcelay y Vicente Fernández. 
Artistas como Luis Aguilar, Flor Silvestre, José Alfredo Jiménez, Rosa de Castilla y Amanda del Llano en su época trabajaron para ambas compañías.

### Sony y BMG en México (1983-2003)
En 1983, Bertelsmann Music Group (BMG) compró Radio Corporation of America, empresa matriz de RCA Records, y con ello, se inició la BMG Entertainment México. En 1991, el sello discográfico CBS Records fue oficialmente renombrado como Columbia Records, y la compañía anteriormente conocida como CBS Records fue renombrada como Sony Music Entertainment, con esto la disquera mexicana pasó a ser. Para inicios de los noventa, Sony Music México y BMG Entertainment México eran dos compañías importantes que contaban con, algunos de los artistas más importantes de esta década fueron José José, Juan Gabriel, Rocío Dúrcal Ana Gabriel, Gloria Trevi, Fey, Guadalupe Pineda, Garibaldi, Alejandro Fernández entre otros más.

### Sony BMG Entertainment México (2004-2008)
Hacía 2004, Sony Music y BMG Entertainment hicieron una alianza comercial conocida como Sony BMG, resultando de esta la Sony BMG Entertainment México, durante esta época Sony se hizo de artistas como Reik, Julieta Venegas, Belinda, Natalia Lafourcade, Ha*Ash, Yuridia y Carlos Rivera, la mayoría de estos aún continuando en el sello en la época actual.

### Época actual (2008-presente)
Sony Music terminaría comprando BMG en 2008 y con este el catálogo completo de BMG, además de esto, internacionalmente también se haría un cambio de imagen. Sony BMG México pasaría a ser Sony Music Entertainment México a cargo del empresario argentino Roberto López en 2009, al día de hoy siendo uno de los sellos más importantes, en esta época surgió el formato Primera Fila, las alianzas para Bandas sonoras para Netflix, como las de las series de Luis Miguel y Rebelde, y la alianza con la empresa BOBO Producciones para salida física de los proyectos del 90's Pop Tour. Sony Music México también es el sello que certifica más continuamente con la llegada de la era del streaming, siendo responsables del 75% de certificaciones hechas por Asociación Mexicana de Productores de Fonogramas y Videogramas (AMPROFON) en la década de los 20, Como también adquirió el catálogo de música de la Discográfica Remex Music, o conocida como Discos Sabinas (Disa Records) a mediados del 2021, a partir de esa fecha toda producción musical de la disquera se distribuye por la compañía ya mencionada.

## Primera Fila
Las presentaciones Primera fila son un álbum en vivo y video musical en formato largo, bajo una combinación de ritmos acústicos con elementos propios de los cantantes o bandas. Esta es organizada por Sony Music México desde el 2008. Ya que dicho formato no lo puede conseguir cualquier artista.
El término proviene del escenario donde se lleva a cabo dicha presentación, ya que consta de una plataforma que está a nivel del público. La plataforma no tiene barreras por lo que está al alcance de los espectadores. Además, tiene una escenografía ambientada de acorde al género musical y al gusto de los intérpretes, que por lo general es una sala. Otra característica es la recopilación de grandes éxitos de tales artistas con la opción de presentar canciones inéditas.
Este tipo de formatos (al igual que el MTV Unplugged), son atractivos para el público, ya que en cada concierto se muestra un escenario ambientado a salas y habitaciones de los intérpretes, acompañados por instrumentos musicales acústicos, sinfónicos, electrónicos y folklóricos. Asimismo, Sony argumenta que el formato de la presentación es bajo un argumento familiar entre el espectador y los intérpretes.

## Artistas actuales
Esta es una lista de los artistas actuales de Sony Music México, únicamente contempla a los artistas
- Alex Fernández (2018-presente)
- Andresse (2022-presente)
- Ana Gabriel (1974-presente)
- Banda Bostik (1995)
- Carlos Rivera (2007-presente)
- CD9 (2012-2020)
- Christian Nodal (2021-presente)[5]
- Gerardo Ortíz
- Ha*Ash
- Humbe (2020-presente)
- Juan Gabriel (1971-2008)
- Julieta Venegas (1998-2016)
- Kenia Os (2021-presente)[6]
- Lila Downs
- Little Jesus
- Cesia Sáenz (2022-presente)
- Mar Rendón (2022-presente)
- Matisse (2014-presente)
- Natalia Lafourcade (2002-presente)[7]
- Pandora (2002-presente)[8]
- Paulina Rubio (2021-presente)[9]
- Reik (2003-presente)
- Ramón Vega
- Rigo Tovar (1988-1991)
- Sasha, Benny y Erik (2012-2017)
- Sin Bandera
- Tex Tex (1994-1997)
- Vicente Fernández (1969-2021)
- Yeri Mua (2024-presente)
- Yuri (1988-1995; 2004-2006; 2017-presente)[10]
- Yuridia (2005-presente)

## Subsellos
- Discos Anónimos[11]
- M4 Records[12]
- One Life Music[13]

## Artistas anteriores

### Alejandro Fernández(1989-2009)

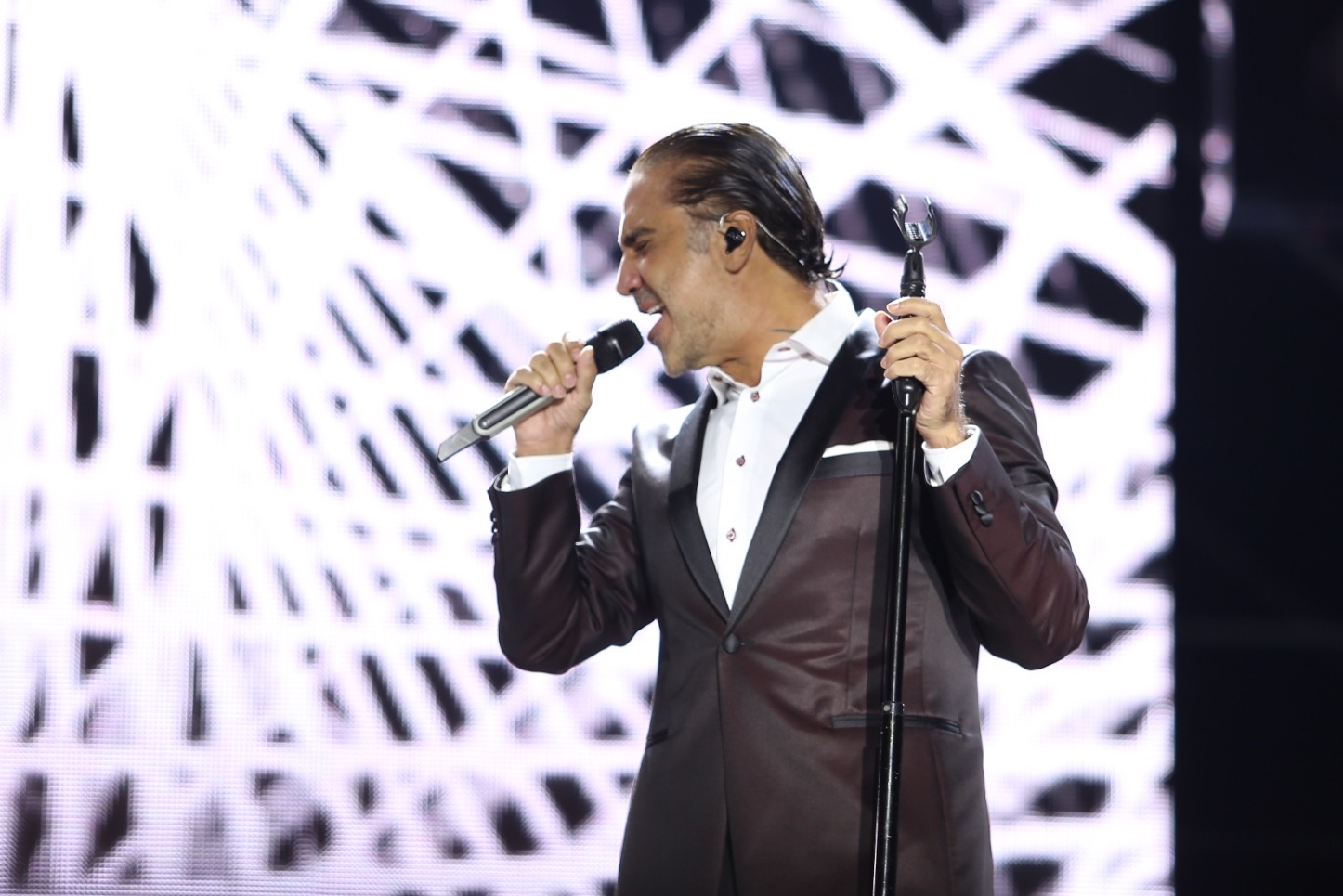
Fernández terminó su contrato con Sony en 2009 con casi 20 años de carrera.

Fernández se vio envuelto en disputas legales con el sello, pues planeaban lanzar el disco Diferente, que contenía doce canciones del género ranchero. Dichas canciones nunca fueron dadas a conocer porque Fernández consideró que los temas no contaban con la calidad que el público merece y, aunque fueran dignas de mostrarse, tendría que ser el propio cantante quién decidiera. El mismísimo intérprete tuvo que acudir a la justicia para impedir que los CDs viera la luz. Según el artista, el contrato con la discográfica ya había finalizado, por lo que la en su momento Sony BMG Entertainment México ya no tendría los derechos para publicarlo. Tras varias negociaciones, llegaron a un acuerdo y el disco Diferente, no salió a la venta.

### Amandititita(2008-2009)
Ella inicio el contrato con Sony BMG en 2008 para su primer disco titulado La reina de la anarcumbia con letras algo controversiales para la época, a lo que le siguió el álbum La descarada del 2009, ella explicó en una entrevista para Historias Engarzadas de TV Azteca que para su tercer disco, con el cambio de presidente en la compañía, empieza a perder el apoyo del sello y su tercer trabajo discográfico quedó cancelado, por contrato el disco le pertenecía a Sony BMG y no a Amanada, por lo que Amanda termina el contrato y continuó su carrera como artista independiente.

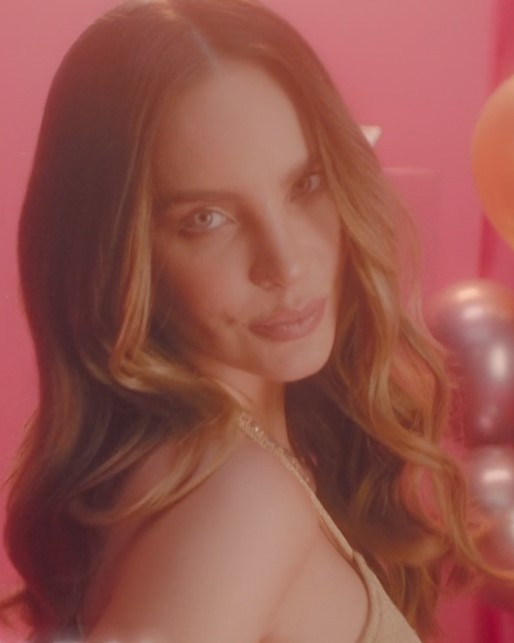
Belinda lanzó su álbum debut bajo Sony y abandonó el sello a los 15 años

### Belinda(2003-2005)
Después de terminar la novela Cómplices al rescate en 2002, Belinda firmó con Sony BMG para lanzar su álbum debut homónimo en 2003 que contó con demasiada promoción y logró un gran éxito en México y Argentina llegando a vender 500,000 copias en todo el mundo, la cantante que en ese momento tenía 15 años tuvo desacuerdos con la disquera pues no se le permitía tener participación en la composición de sus proyectos, por lo que terminó relaciones con solo un disco y firmó un contrato con EMI Music México en 2006 para continuar su carrera, esta salida fue con mala relación pues hasta el día de hoy la artista no puede interpretar sus temas de su primer disco en conciertos.

### Fey(1994-2002)
Fey inició su carrera firmando con Sony en 1994, con la cual grabó sus tres primeros discos: Fey (1995), Tierna la noche (1996) y El color de los sueños (1998), con los cuales logró éxito y grandes ganancias para la empresa por varios años. La cantante tomó un descanso en el año 2000 y planeaba su regreso musical en 2002 con su cuarto disco Vértigo, este disco fue grabado y editado en Londres, España e Italia, fue producido por músicos extranjeros para lograr que este fuera electrónico y techno-pop e incorporó múltiples géneros, incluidos ambient, trip hop y música psicodélica. Lo que lo hizo uno de los trabajos más costosos en la industria musical mexicana, además de los planes de Sony para que fuera su carta de presentación al mercado anglosajón por sus canciones en inglés.
A pesar de que recibió aclamación por parte de los críticos, no tuvo una buena recepción comercial, siendo únicamente disco de oro en México, Fey tenía constantemente discusiones con Sony basado en la dirección creativa y elección de sencillos, por esto Sony la terminó sacando del sello. Después de 10 años, el sello le hizo un contrato para grabar su Primera Fila que logró un disco de oro, pero no volvió a la disquera.

### Gloria Trevi(1989-2004)
Gloria Trevi inició su carrera en 1989 con BMG Ariola, con la cual lanzó cinco exitosos discos en la década de los noventa, en 1998 gracias a algunas entrevistas, Trevi confirmó que estaba en la producción de su sexto álbum de estudio, esto fue interrumpido en 1999 cuando fue buscada por la Interpol junto a su mánager de la época Sergio Andrade por "tráfico y corrupción de menores", Trevi fue arrestada en el año 2000 y salió absuelta en el año 2004, ese mismo año lanzó su sexto álbum de estudio Cómo nace el universo que logró un favorable éxito en Estados Unidos pero muy bajo recibimiento en México, por esto, la disquera decide cortar relaciones con ella en buenos términos y con los permisos para seguir interpretando sus temas de manera libre.